# Heterotópia
A heterotópia a tér egy fajtája Michel Foucault elméleti rendszerében. 
A fogalom a tér azon típusát jelöli, ami minden más térrel kapcsolatban áll, és – szemben az utópiával – valós hellyel rendelkezik. Foucault több példát is hoz a heterotópiákra, ezek közül az egyik a könyvtár, aminek célja minden tudás, ízlés és értelem összegyűjtése egy helyen, valahol az időn kívül. A könyvtár tehát minden más térrel kapcsolatban áll (hisz mindenről olvashatunk a könyvtárban), valamint valós hellyel is rendelkezik.